# Diät
Die Bezeichnung Diät kommt von altgriechisch δίαιτα díaita und wurde ursprünglich im Sinne von „Lebensführung“/„Lebensweise“ verwendet. Die Diätetik (die „Lehre von der Diät“) beschäftigt sich auch heute noch wissenschaftlich mit der „richtigen“ Ernährungs- und Lebensweise. Im deutschsprachigen Raum bezeichnet der Begriff bestimmte Ernährungsweisen und Kostformen, die entweder zur Gewichtsab- oder -zunahme oder als Heilverfahren zur Behandlung von Krankheiten dienen sollen. Umgangssprachlich wird der Begriff in Deutschland häufig mit einer Reduktionsdiät (Reduktionskost) zur Gewichtsabnahme gleichgesetzt. Er bildet somit ein Synonym zur Schlankheitskur.

## Diätformen
Seit Hippokrates wird als Diät auch eine spezielle Ernährung des Menschen bezeichnet, bei der längerfristig oder dauerhaft eine spezielle Auswahl von Lebensmitteln verzehrt wird. Wobei unter „Diät“ nicht nur die Ernährung, sondern die (gesunde bzw. gesundheitliche) Lebensweise, die Forderung nach naturgemäßer Ernährung, Beschränkung im Essen und Trinken, nach vernünftigem Wechsel von Tätigkeit und Ruhe, Körperpflege usw. verstanden wurden.
Auf dem antiken System der Humoralpathologie beruhend sollte bei Diokles von Karystos die Beschaffenheit der Nahrung der Qualität der Jahreszeiten entgegengesetzt sein; im Sommer etwa sollte die Ernährung nicht erwärmend und trocknend, im Winter weder kühlend noch feucht machend, sein.
Diät im moderneren Sinne meint die auf Erhaltung der Gesundheit gerichtete Ernährung und die zur Beeinflussung gestörter Stoffwechselvorgänge empfohlene Darreichung bestimmter Nahrungsstoffe unter Zurückdrängung anderer. Im deutschsprachigen Raum wird heute als Diät oft entweder eine kurzfristige Veränderung der Ernährungsform zur Gewichtsreduktion (z. B. bei Adipositas), in einigen Fällen auch zur Gewichtszunahme (z. B. bei Anorexia nervosa) oder eine längerfristige bis dauerhafte Ernährungsumstellung zur unterstützenden Behandlung einer Krankheit (z. B. bei Zöliakie, Lactoseunverträglichkeit, Fruchtzuckerunverträglichkeit) bezeichnet.
Fasten bedeutet dagegen den Verzicht auf Lebensmittel aus religiöser (im Islam der Ramadan, in der christlichen Kirche die vorösterliche Fastenzeit) oder gesundheitlicher Motivation (das Heilfasten, das Sterbefasten, das Einlegen von Obst-Fasttagen bzw. Obsttagen).
Jede Diätform, ob sie zur Gewichtsreduktion oder zur unterstützenden Krankheitsbehandlung dient, basiert auf einer Verminderung oder Vermehrung des relativen Anteils eines Nahrungsbestandteils (Kohlenhydrate, Fette, Proteine, Vitamine, Mineral- und Konservierungsstoffe) gegenüber den anderen und/oder einer Erniedrigung oder Erhöhung der zugeführten Gesamtenergiemenge (siehe: Physiologischer Brennwert) sowie gegebenenfalls einer bilanzierten Veränderung der Flüssigkeitszufuhr.
Einen ganzheitlicheren Ansatz verfolgt die kognitive Verhaltenstherapie, die von Psychologen in Kliniken zur Behandlung von Adipositas eingesetzt wird. Bei dieser Methode werden dysfunktionale Verhaltenroutinen und Essgewohnheiten identifiziert und umtrainiert. Bei starkem Übergewicht und Essstörungen gilt sie als die langfristig sinnvollste Methode zur Gewichtsreduktion.

### Reduktionsdiäten

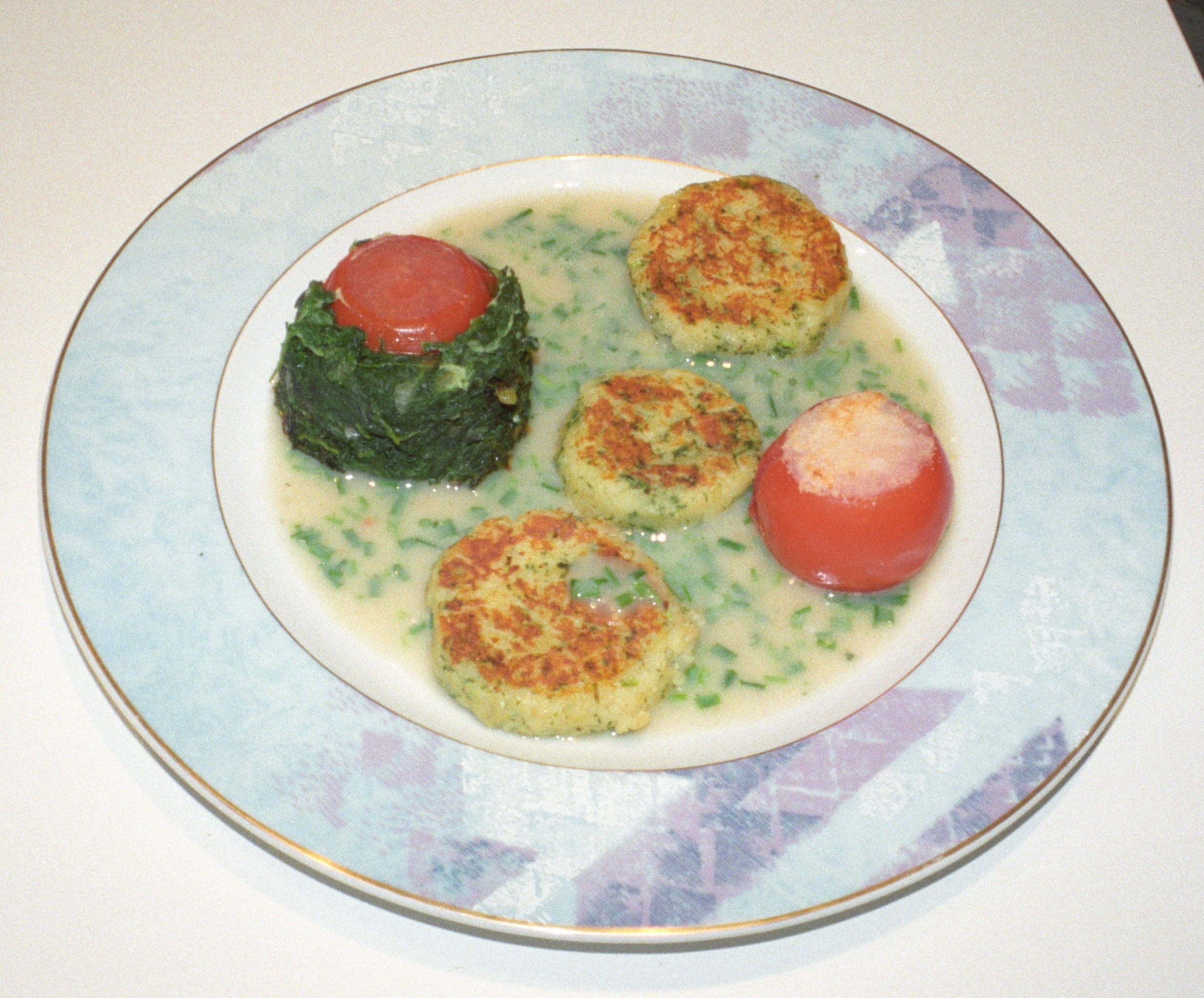
Beispiel für Mittagessen bei Reduktionskost

Eine Reduktionsdiät zielt auf die Reduktion des Körpergewichts. Es gibt zahlreiche Reduktionsdiäten, die sich in ihren Methoden teilweise erheblich voneinander unterscheiden. Nur wenige Diätformen sind wissenschaftlich überprüft. Die Entwicklung und Propagierung der Reduktionsdiäten ist nicht nur den Veränderungen wissenschaftlicher Erkenntnisse, sondern auch Moden und Weltanschauungen unterworfen. Einige Diätformen gelten in der Medizin sogar als gesundheitsgefährdend.
Gemäß den Empfehlungen der Deutschen Gesellschaft für Ernährung und der Deutschen Gesellschaft für Ernährungsmedizin sollten Reduktionsdiäten nur kurzzeitig erfolgen (und bei Extremformen nur unter ärztlicher Aufsicht). Allgemeiner Konsens ist, dass eine Reduktionsdiät nur dann dauerhaften Erfolg haben kann, wenn ihr eine dauerhafte Umstellung der Ernährung folgt, in der die Energiebilanz des Körpers ausgeglichen ist, d. h. in der nicht mehr Energie über Lebensmittel zugeführt wird als der Körper braucht. Eine Lebensumstellung hin zu vollwertiger Ernährung und vermehrter körperlicher Aktivität gilt als empfehlenswert. Beim Rückfall in alte Ess- und Lebensgewohnheiten kommt es meist zu einem Wiederanstieg des Körpergewichts, dem sogenannten Jo-Jo-Effekt, weil man in alte Essgewohnheiten verfällt, die nicht dem neuen geringeren Körpergewicht angepasst sind.
Es gab und gibt zahlreiche Diäten mit unterschiedlichen Konzeptionen. Diese heißen zum Beispiel Allen-Diät (salzarme Kost), Kempner-Diät (salz, fett- und proteinarme Reisdiät), Low-Carb, Low-Fat, Trennkost oder Glyx-Diät. Bei einer Diät zur Gewichtsabnahme ist eine Minderung der Zufuhr an Kohlenhydraten genauso effektiv wie eine Minderung der Zufuhr an Fetten. Dabei ist es gelegentlich üblich, Mahlzeiten auszulassen und mit Nahrungsergänzungsmitteln zu ersetzen, die dem Körper die benötigten Nährstoffe, Vitamine und Mineralien liefern sollen.
Nach einer im Jahr 2005 an Mäusen durchgeführten Studie des Deutschen Instituts für Ernährungsforschung besteht ein Zusammenhang zwischen dem Konsum von Fruchtzucker (Fructose) und Übergewicht, der nicht auf der vermehrten Energieaufnahme beruht, sondern darauf, dass Fructose die Stoffwechseltätigkeit beeinflusst und auf diese Weise die Anreicherung von Körperfett begünstigt.

### Diäten zur Krankheitsbehandlung
Diäten werden als Einzelmaßnahme oder zusätzlich zur medikamentösen und evtl. operativen Therapie zur Behandlung von Krankheiten eingesetzt. Mit der Entwicklung wirksamer Ernährungsstrategien beschäftigt sich die Ernährungsmedizin.
Bis in die 1980er Jahre gab es fast für jede Krankheit eine eigene Diät. Heutzutage wird für die meisten Erkrankungen, wie auch für die Allgemeinbevölkerung, eine, evtl. modifizierte, lactovegetabile Vollwertkost (s. o.) in Verbindung mit körperlicher Aktivität empfohlen. Insbesondere in der Diabetesbehandlung kam es seit den 1990er Jahren zu einem Paradigmenwechsel, der weg von einer sehr streng reglementierten Ernährung zu einer fast völligen Freigabe der Ernährungsempfehlungen führte („energiereduzierte Mischkost“).
Die Diätempfehlungen sind ständigen, wissenschaftlich begründeten Veränderungen unterworfen und werden in Leitlinien der medizinischen Fachgesellschaften wie z. B. der Deutschen Gesellschaft für Ernährungsmedizin veröffentlicht. Diäten zur Krankheitsbehandlung sollten besonders in der Anfangsphase unter ärztlicher Begleitung erfolgen.

## Sonstiges
Beispiele für Krankheiten, bei denen eine Diät die Heilung begünstigt oder den Verlauf verbessert, sind:
- Adipositas – Reduktionsdiät
- krankhaftes Untergewicht, z. B. bei Anorexia nervosa – kalorienangereicherte Ernährung
- Bluthochdruck – kochsalzreduziert
- Organerkrankungen (Leberzirrhose, fortgeschrittene Niereninsuffizienz, Chronisch-entzündliche Darmerkrankungen)
- Nahrungsmittelunverträglichkeiten (Zöliakie, Laktoseintoleranz, Nahrungsmittelallergie, Fruchtzuckerunverträglichkeit)
- Stoffwechselerkrankung (Gicht, Diabetes mellitus)
- Die auf Falschmeldungen basierende so genannte Max-Planck-Diät entbehrt wissenschaftlicher Grundlage.

Bei schweren Krankheiten wie Krebs kann eine Diät nur eine unterstützende Therapieform sein. Bei Essstörungen kann eine Psychotherapie erforderlich sein, zu deren Begleitung eine Diättherapie erfolgen kann.